# Bollinger Bands

Bollinger Bands

De Bollinger Bands indicator, genoemd naar de uitvinder John Bollinger, vormen een band rondom een Moving Average (MA), op basis van volatiliteit. De band wordt berekend uit de standaarddeviatie van de koersen over de ingestelde MA periode, vermenigvuldigd met een band factor. John Bollinger adviseert te rekenen met een MA periode van 20, en een band factor van 2. Volgens de uitvinder zelf werkt een MA periode kleiner dan 10 minder goed.
Omdat de bandbreedte van de Bollinger Bands indicator afhankelijk is van de standaarddeviatie, neemt de bandbreedte toe wanneer de volatiliteit van het fonds toeneemt, en wordt de band smaller naarmate de koers stabieler en minder beweeglijk wordt.
De Bollinger Bands kunnen als volgt worden geïnterpreteerd:
- Wanneer de koers buiten de band treedt, dan signaleert dit vaak een voortzetting van de huidige trend.
- Een top of bodem buiten de band, gevolgd door een top of bodem binnen de band kan duiden op een trendomslag.
- Een koersbeweging die begint bij een van beide banden zet meestal door tot de andere band. Dit kan helpen om koersdoelen te bepalen.

## Opties
Optie traders gebruiken Bollinger Bands om inzicht te krijgen in de optieprijzen. Als de volatiliteit hoog is en de banden dus ver uitelkaar liggen dan zijn de opties relatief duur. Als de afstand tussen de banden klein is dan zijn de opties relatief goedkoop.

## Berekening
Parameters: MA periode en Band factor. Eerst wordt de Moving Average berekend:
- MA = Moving Average(MA periode)

Vervolgens wordt op iedere dag de standaarddeviatie van de koers bepaald over MA periode koersen.
- SDEV[x] = Standaarddeviatie

De Bollinger Bands worden nu berekend uit:
- Band1 = MA[x] - Band Factor * SDEV[x]
- Band2 = MA[x] + Band Factor * SDEV[x]